# Oggiono
Oggiono es un municipio de la provincia de Lecco en la región italiana de Lombardia. Se encuentra ubicada a unos 40 km al noreste de Milán y a unos 8 km al suroeste de Lecco. Posee una población de 8.194 habitantes (diciembre de 2004), abarcando un área de 7.9 km².
El municipio se divide en las siguientes localidades: Bagnolo, Imberido, Laguccio, Miravalle y Peslago.
Oggiono limita con las siguientes municipalidades: Annone di Brianza, Dolzago, Ello, Galbiate, Molteno y Sirone.
El Lago di Annone se encuentra sobre sus límites.

## Evolución demográfica
| Gráfica de evolución demográfica de Oggiono entre 1861 y 2001 |
|                                                               |
| Fuente ISTAT - elaboración gráfica de Wikipedia               |